# Gusiew (krater w Rosji)
Gusiew – krater uderzeniowy w Rosji, nieopodal Kamieńska Szachtyńskiego w obwodzie rostowskim.
Krater ma 3 km średnicy i powstał około 49,0 ± 0,2 miliona lat temu w eocenie; obecnie nie jest widoczny na powierzchni.
Powstał prawdopodobnie równocześnie z innym ok. osiem razy większym od niego, położonym niedaleko kraterem nazwanym Kamieńsk.